# Yanadani (Ehime)
La Villa de Yanadani (柳谷村 Yanadani-mura?) fue una villa que se situaba dentro del Distrito de Kamiukena en la Región de Chuyo (中予地方 Chūyo-chihō?) de la Prefectura de Ehime. El 1 de agosto de 2004 pasó a formar parte del nuevo Pueblo de Kumakogen junto al Pueblo de Kuma y las villas de Mikawa y Omogo.

## Características
Antes de la fusión limitaba con la Villa de Mikawa (actualmente parte del Pueblo de Kumakogen) del Distrito de Kamiukena, con el Pueblo de Oda del Distrito de Kamiukena (que en la actualidad forma parte del Pueblo de Uchiko del Distrito de Kita), el Pueblo de Nomura del ya desaparecido Distrito de Higashiuwa y que forma parte de la actual Ciudad de Seiyo, todas en la Prefectura de Ehime. Además limitaba con las siguientes localidades de la Prefectura de Kōchi: el Pueblo de Yusuhara (檮原町 Yusuhara-chō?) del Distrito de Takaoka (高岡郡 Takaoka-gun?), la Villa de Agawa (吾川村 Agawa-mura?) que en la actualidad es parte del Pueblo de Niyodo (仁淀川町 Niyodo-chō?) del Distrito de Agawa (吾川郡 Agawa-gun?), y finalmente la Villa de Higashitsuno (東津野村 Higashitsuno-mura?) del Distrito de Takaoka que pasó a formar parte del Pueblo de Tsuno (津野町 Tsuno-chō?) por una fusión.
Se encuentra en la zona central de la Prefectura de Ehime y limita con la Prefectura de Kochi. Abarcaba una zona con forma de "V" comprendida entre el Río Niyodo y uno de sus afluentes. La zona más alta del pueblo alcanzaba los 1.500 metros de altura y el Pico de Ookawa (大川嶺 Ookawa-mine?) que se encontraba en el límite con lo que fueron los pueblos de Mikawa y Oda es el más alto y mide 1.525 metros. Además en el límite con la Prefectura de Kochi se encuentra la Meseta de Tengu (天狗高原 Tengu-kōgen?) a una altitud de 1.458 metros.
Sus principales vías de acceso fueron las rutas nacionales 33 y 440.

## Historia
Durante el período de los Han (藩?), perteneció al Han de Matsuyama (松山藩 Matsuyama-han?).
En la época de apogeo de la silvicultura su población llegó a ser numerosa, pero actualmente es una villa de montaña que enfrenta el problema del envejecimiento de su población. En la actualidad sigue siendo la actividad principal y la agricultura se practica para el autoabastecimiento ya que es una zona de pendientes muy pronunciadas.

## Gobierno
A pesar de que al momento de considerar su fusión con otras localidades para formar el Pueblo de Kumakogen era la que más alejada se encontraba de la Sede Central de lo que sería el futuro Ayuntamiento del nuevo pueblo, no estaba en condiciones de rechazar la propuesta. Por tratarse de una villa de montaña los núcleos poblacionales estaban dispersos en una gran extensión y debido a su difícil situación financiera, la fusión con otras localidades junto a las cuales había compartido mucha de su historia fue algo natural.